# Клещельский район
Клещельский район (бел. Кляшчэльскі раён) — административно-территориальная единица в Белорусской ССР в 1940—1945 годах, входившая в Брестскую область.
Клещельский район с центром в городском посёлке Клещели (Клещеле) был образован в Брестской области 15 января 1940 года. 16 августа 1945 года Клещельский район был упразднён, большая часть территории вместе с районным центром была передана Польше, а три сельсовета, оставшиеся в БССР (Бушличский, Волковичский, Омеленецкий), были присоединены к Высоковскому району.